# Rebecca Clarke
Rebecca Helferich Clarke (Harrow, Gran Londres, Londres, 27 de agosto de 1886-Nueva York, 13 de octubre de 1979), también conocida por su pseudónimo Anthony Trent y por su nombre de casada Rebecca Clarke Friskin, fue una compositora, musicóloga y violista británico-estadounidense. Fue reconocida internacionalmente como virtuosa de la viola y también se convirtió en una de las primeras intérpretes orquestales profesionales.
Estudió en la Royal Academy of Music y el Royal College of Music de Londres, donde estudió composición con Charles Villiers Stanford, y adoptó finalmente la viola como fuente básica para su tarea de concertista y creadora musical. Formó un notable cuarteto con las violinistas Adila y Jelly D'Arangi y la violonchelista Suggia. En 1916, se marchó a Estados Unidos y se vinculó a la docencia y a grupos de cámara en Nueva York. Luego recorrió los más afamados centros musicales de varios continentes como solista de viola, a la vez que se iba convirtiendo en una musicóloga altamente respetada. Reclamó las nacionalidades británica y estadounidense y pasó períodos sustanciales de su vida en Estados Unidos, donde se estableció de forma permanente después de la Segunda Guerra Mundial. Se casó con el compositor y pianista James Friskin en 1944. Clarke murió en su casa de Nueva York a la edad de 93 años.
Aunque su producción musical no fue grande, su trabajo fue reconocido por su habilidad compositiva y poder artístico. Algunas de sus obras aún no se han publicado (y muchas se publicaron recientemente); las que se publicaron durante su vida se olvidaron en gran medida después de que dejara de componer. La beca y el interés en sus composiciones revivieron en 1976. La Sociedad Rebecca Clarke se estableció en 2000 para promover el estudio y la interpretación de su música. Sus obras editadas son Lullaby y lo grotesco, dos dúos para viola y violonchelo de 1918, la Sonata para viola y piano de 1919, tríos con piano de 1921, Salmo para coro de 1920, canciones con piano, la Rapsodia para violonchelo y piano de 1923, canciones con acompañamiento de violín, canciones sobre temas irlandeses, etc.

## Biografía

### Infancia y educación
Rebecca Clarke nació en Harrow (Inglaterra). Sus padres fueron Joseph Thacher Clarke (estadounidense) y Agnes Paulina Marie Amalie Helferich (alemana). Su padre estaba interesado en la música y Rebecca comenzó a recibir clases de violín después de asistir a las lecciones que se le estaban dando a su hermano, Hans Thacher Clarke, que era 15 meses menor que ella. Comenzó sus estudios en la Royal Academy of Music en 1903, pero su padre la retiró en 1905 después de que su profesor de armonía, Percy Hilder Miles, le propusiera matrimonio (más tarde le dejaría en su testamento un violín Stradivarius). Hizo la primera de muchas visitas a Nueva York después de dejar la Royal Academy. Después asistió a la Royal College of Music (1907-1910) y se convirtió así en una de las primeras estudiantes de composición de Charles Villiers Stanford. Su Theme and Variations para piano datan de este período.
A instancias de Stanford, cambió su foco del violín a la viola, justo cuando esta última comenzaba a ser vista como un instrumento solista legítimo. Estudió con Lionel Tertis, considerado por algunos uno de los mejores violinistas de la época. En 1910, compuso un arreglo de la poesía china llamado «Tears», en colaboración con un grupo de compañeros de estudios de la RCM. También cantó bajo la dirección de Ralph Vaughan Williams en un conjunto estudiantil formado por Clarke para estudiar y tocar la música de Giovanni Pierluigi da Palestrina.

### Primeras composiciones
Después de las críticas que obtuvo por sus relaciones extramatrimoniales, su padre la echó de casa y le cortó sus fondos económicos. Tuvo que abandonar el Royal College en 1910 y se ganó la vida tocando la viola. Fue una de las primeras intérpretes profesionales de este instrumento (junto con Jessie Grimson) cuando Henry Wood la contrató para tocar en la orquesta del Queen's Hall, en 1912. En 1916 se trasladó a Estados Unidos, para continuar su carrera artística. Compuso una pieza corta para viola y piano titulada Morpheus, firmada con el pseudónimo de Anthony Trent. Se estrenó en 1918 junto al recital de la violonchelista May Mukle en la ciudad de Nueva York. Los periodistas presentes elogiaron la obra de Trent, mientras que no hicieron ninguna alusión a las obras firmadas por Clarke y estrenadas en el mismo recital.
Su carrera compositiva alcanzó su punto máximo a partir de la Sonata para viola y piano, que participó en un concurso en 1919 patrocinado por Elizabeth Sprague Coolidge (vecina de Clarke y mecenas de las artes). Participaron setenta y dos autores y la sonata de Clarke quedó en primer puesto, junto a una composición de Ernest Bloch. Coolidge declaró más tarde vencedor únicamente a Bloch. Los reporteros especularon con que el nombre de Rebecca Clarke podría ser también un pseudónimo de Bloch, o al menos que no pudo haber sido Clarke quien escribió estas piezas, ya que la idea de que una mujer pudiera escribir una obra tan hermosa era socialmente inconcebible. La sonata tuvo una gran acogida y se estrenó en el festival de música de Berkshire en 1919. En 1921, Clarke nuevamente presentó al concurso de Coolidge un trío de piano, pero no ganó. En 1923 hizo un rapsodia para violonchelo y piano, patrocinada por Coolidge, lo que hizo que ella fuese la única mujer en recibir su patrocinio. Estas tres obras representan el apogeo de la carrera compositiva de Clarke.

### Carrera como solista y matrimonio
En 1924, se embarcó en una carrera como solista e intérprete de conjunto en Londres, después de completar la primera vuelta al mundo entre 1922 y 1923. En 1927, ayudó a formar el English Ensemble, un cuarteto de piano que la incluía a ella misma, Marjorie Hayward, Kathleen Long y May Mukle. También realizó varias grabaciones entre 1920 y 1930, y participó en las transmisiones de la música de la BBC. Su producción compositiva disminuyó considerablemente durante estos años. Sin embargo, siguió actuando y participando en la Exposición colonial de París en 1931 como parte del English Ensemble. Entre 1927 y 1933 tuvo una relación sentimental con el barítono británico John Goss, el cual tenía ocho años menos y estaba casado en ese momento. Se habían estrenado varias de sus obras de madurez, dos de las cuales fueron dedicadas a él, June Twilight y The Seal Man. Su Tiger, Tiger terminado a la vez que su relación acababa, resultó ser su última composición para voz solista hasta principios de la década de 1940.
Cuando estalló la Segunda Guerra Mundial, Clarke estaba en Estados Unidos visitando a sus dos hermanos y no pudo obtener una visa para regresar a Gran Bretaña. Vivió durante un tiempo con las familias de sus hermanos y luego, en 1942, asumió el cargo de institutriz para una familia en Connecticut. Compuso diez obras entre 1939 y 1942, incluyendo su Passacaglia on an Old English Tune. Había conocido a James Friskin (un compositor, pianista y miembro fundador del profesorado de la Escuela Juilliard) cuando ambos eran estudiantes de la Royal College of Music. Renovaron su amistad después de un encuentro casual en Manhattan en 1944 y se casaron en septiembre de ese año, cuando ambos rondaban los 50 años. De acuerdo con la musicóloga Liane Curtis, Friskin «era un hombre que le dio [a Clarke] una sensación de equilibrio y profunda satisfacción».

### Últimos años
Clarke ha sido descrita por Curtis como una de las compositoras británicas más importantes en el periodo entre la Primera y Segunda Guerra Mundial, y por Stephen Banfield, como la compositora británica más distinguida de la generación de entreguerras. Sin embargo, su producción tardía fue esporádica, ya que ella sufría de distimia (una forma crónica de depresión); la falta de estímulo y, a veces, el explícito desaliento sufrido con respecto a sus composiciones, la hizo reacia a componer. No se sentía capaz de balancear su vida personal con las exigencias de la composición: «no puedo hacerlo a no ser que sea en lo primero que pienso cada mañana cada vez que me levanto y en lo último que pienso cada vez que me acuesto». Tras su matrimonio dejó de componer, a pesar del apoyo de su marido, aunque siguió haciendo arreglos hasta poco antes de su muerte. También dejó de interpretar. Sus silencios compositivos se achacan a la presión social y familiar recibida.
Vendió su Stradivarius que había heredado y estableció el premio May Mukle en la Royal Academy. El premio es otorgado anualmente a un violonchelista destacado. Después de la muerte de su marido en 1967, empezó a escribir un libro de memorias, titulado I Had a Father Too (or the Mustard Spoon); lo terminó en 1973, pero nunca lo publicó. En él se describen sus primeros años marcados por las frecuentes palizas de su padre y las relaciones familiares tensas que afectaron a la percepción del lugar que le corresponde en la vida. Falleció el 13 de octubre de 1979 en su casa de Nueva York a los 93 años y fue incinerada.

## Obra

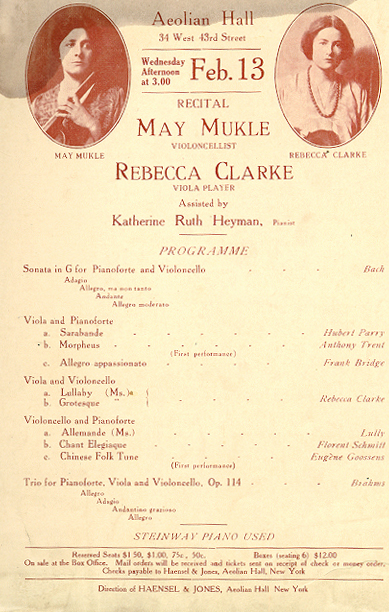
Un programa de 1918 que muestra la obra de Clarke. Aquí, su dúo Morpheus se acredita con el seudónimo de «Anthony Trent».

Una gran parte de la música de Rebecca cuenta con la viola, ya que fue intérprete profesional durante muchos años. Gran parte de su producción musical la escribió para ella y los conjuntos de cámara de mujeres en los que tocó, incluidos el Norah Clench Quartet, el English Ensemble y las d'Aranyi Sisters. También realizó giras por todo el mundo y en particular con la violonchelista May Mukle. Sus obras estuvieron influenciadas por varias de las tendencias de la música clásica del siglo XX. También conoció a muchos de los principales compositores de la época, como Ernest Bloch y Maurice Ravel, con quienes se ha comparado su obra.
El impresionismo de Debussy se menciona a menudo en relación con la obra de Clarke, en particular en sus texturas exuberantes y en sus armonías modernistas. La Sonata para viola y piano, publicada en el mismo año que la de Bloch y la sonata de viola de Hindemith, es un ejemplo de esto, con su tema de apertura pentatónico, armonías densas, naturaleza emocionalmente intensa y de densa textura, y rítmicamente compleja. La sonata sigue siendo parte del repertorio estándar para viola. Morpheus, compuesta un año antes, fue su primera obra expansiva, después de más de una década de canciones y miniaturas. La Rapsodia que Coolidge patrocinó es la obra más ambiciosa de Clarke: es una obra áspera con una duración de veintitrés minutos con ideas musicales complejas y ambiguas tonalidades que contribuyen a los estados de ánimos de la obra. Por el contrario, «Midsummer Moon», escrita un año después, es una miniatura de luz ligera, con una línea de violín solista similar a un aleteo.
Además de su música de cámara para cuerda, escribió muchas canciones. Casi todas las primeras canciones que compuso son para voz solista y piano. Su Tiger, Tiger de 1933, un arreglo del poema de Blake The Tyger, es oscuro y melancólico, casi expresionista. Trabajó en ella durante cinco años, excluyendo otras obras durante su tumultuosa relación con Jonh Goss y lo revisó 1972. La mayoría de sus canciones son de naturaleza más ligera. Sus primeras obras eran canciones de salón y pasó a construir un cuerpo de trabajo elaborado principalmente en los textos clásicos de Yeats, Masefield, and A. E. Housman.
Su último período prolífico fue entre 1939 y 1942, cerca del final de su carrera compositiva, donde su estilo se hizo más claro y contrapuntístico, con énfasis en elementos motívicos y estructuras tonales, características del neoclasicismo. Dumka de 1941, para violín, viola y piano, refleja los estilos folclóricos del Este de Europa, al modo que también lo hicieron Bartók y Martinu. El Passacaglia on an Old English Tune, también de 1941 y estrenado por la propia Clarke, se basa en un tema atribuido a Thomas Tallis que aparece a lo largo de la obra. La pieza es de gusto modal, principalmente en el modo dórico, y se aventura al modo frigio raramente oído. Está dedicada a «BB», aparentemente su sobrina Magdalena; los expertos especulaban que el dedicatario más probable fuera Benjamin Britten, que organizó un concierto en conmemoración a la muerte de Frank Bridge, amigo de Clarke y una gran influencia para ella. El Prelude, Allegro, and Pastorale, también compuesto en 1941, es otra pieza influenciada por el neoclasicismo y escrita para clarinete y viola y originalmente para su hermano y cuñada.

## Legado
Clarke no compuso obras a gran escala como sinfonías. Su producción total de composiciones comprende cincuenta y dos canciones, once obras corales, veintiuna piezas de cámara, el trío para piano y la sonata para viola. Su obra estuvo casi olvidada durante un largo período de tiempo, pero el interés en ella se revivió en 1976 después de una transmisión de radio en celebración de su nonagésimo cumpleaños. Más de la mitad de sus composiciones permanecen inéditas y en posesión personal de sus herederos, junto con la mayoría de sus escritos. Sin embargo, a principios de la década de 2000 se imprimieron y grabaron más de sus obras. Ejemplos de publicaciones recientes incluyen dos cuartetos de cuerda y Morpheus, publicado en 2002.
La recepción moderna de su obra ha sido en general positiva. Una reseña de 1981 de su Sonata para viola la calificaba como una «pieza reflexiva y bien construida» de una compositora relativamente oscuro; una revisión de 1985 señaló su «intensidad emocional y uso de colores de tonos oscuros». Andrew Achenbach, en su reseña de una grabación de Helen Callus de varias obras de Clarke, se refirió a Morpheus como «sorprendente» y «lánguida». Laurence Vittes señaló que «Lullaby» era «extremadamente dulce y tierna». Una revisión de 1987 concluyó que «parece asombroso que una música tan espléndidamente escrita y profundamente conmovedora haya permanecido en la oscuridad todos estos años».
La Sonata para viola y piano fue el tema de la encuesta Building a Library de BBC Radio 3 el 17 de octubre de 2015. La principal recomendación, elegida por Helen Wallace, fue de Tabea Zimmermann (viola) y Kirill Gerstein (piano). En 2017, BBC Radio 3 dedicó cinco horas a su música como compositora de la semana. En 2019 se celebraron los actos del centenario de la Sonata para viola y piano, que le granjeó el conocimiento del público. La obra goza actualmente de gran reconocimiento. En las últimas décadas del siglo XX, gracias al impulso de los estudios musicológicos de género, se han recuperado las obras de Clarke.

### Rebecca Clarke Society
En septiembre de 2000 se fundó la Rebecca Clarke Society para promover la interpretación, el estudio y el conocimiento de las obras de Rebecca Clarke. Fundada por las musicólogas Liane Curtis y Jessie Ann Owens y con sede en el Centro de Investigación de Estudios de la Mujer en la Universidad de Brandeis, la sociedad ha promovido la grabación y la beca del trabajo de la compositora, incluidas varias representaciones de estreno mundial, grabaciones de material inédito y numerosas publicaciones en revistas.
La sociedad puso a disposición composiciones inéditas del patrimonio de Clarke. «Binnorie», una canción de doce minutos basada en el folclore celta, se descubrió en 1997 y no se estrenó hasta 2001. Desde la creación de la sociedad, se han publicado más de veinticinco obras previamente desconocidas. Varias de las obras de cámara de Clarke, incluida la expansiva Rapsocia para violonchelo y piano, y Cortège para piano solo (1930), dedicada a William Busch y estrenada por él, se grabaron por primera vez en 2000 en el sello Dutton, utilizando material del patrimonio de la compositora. En 2002, la Rebecca Clarke Society organizó y patrocinó los estrenos mundiales de las sonatas para violín de 1907 y 1909.
La directora de la Rebecca Clarke Society, Liane Curtis, es la editora de A Rebecca Clarke Reader, publicado originalmente por Indiana University Press en 2004. El libro fue retirado de circulación por la editora después de las quejas del actual gerente de la herencia de Clarke sobre la cita de ejemplos inéditos de los escritos de Clarke. Sin embargo, el libro ha sido reeditado desde entonces por la propia Rebecca Clarke Society.